# Pluralism în economie
Pluralismul în economie este un curent care susține schimbarea modului de predare și de cercetare în economie pentru a aduce o mai mare deschidere în abordările, subiectele și punctele de vedere discutate. Scopul mișcării este acela de a „...revigora disciplina ... [și a aduce] economia înapoi în serviciul societății”. Unii cercetători susțin că economia a dat dovada de un pluralism științific mai mare în trecut comparativ cu abordarea monistă, foarte răspândită astăzi. Pluralismul încurajează includerea unei mai mari varietăți de teorii economice neoclasice și heterodoxe—inclusiv economia clasică, post-keynesiană, instituțională, ecologică, evolutivă, feministă, marxistă și austriacă, afirmând că „fiecare tradiție de gândire aduce ceva unic și valoros cercetării economice”.

## Istoric
Criticii economiei tradiționale au solicitat o reformă a disciplinei în trecut. Prin urmare, mișcarea pentru pluralism își are originea în mișcările de mare amploare pentru schimbări progresive din anii 1960 și 1970. În anul 1971, la Universitatea din Sydney, economiștii Frank Stilwell și Steve Keen au militat pentru o abordare pluralistă și critică a economiei. În 1992, o petiție scrisă de Geoffrey Hodgson, Uskali Mäki, și Deirdre McCloskey a fost publicată ca reclamă plătită în American Economic Review. Petiția a fost descrisă ca o „pledoarie pentru o economie riguroasă si pluralistă" și a fost precedată de o comisie a Asociației Economice Americane , intitulată "Raportul Comisiei privind educația postuniversitară ". Mulți critici ai economiei tradiționale au început să se descrie ca susținători ai pluralismului și au format grupuri sau organizații, cum ar fi Confederația Internațională a Asociațiilor pentru Reformă în Economie (ICARE).
În anul 2000, studenții de la École normale supérieure au protestat și au anunțat crearea mișcării economice post-autști. în mod similar, studenții de la Universitatea din Cambridge și Universitatea din Missouri-Kansas City au organizat petiții în 2001, iar în 2011 la Cambridge, a fost formată societatea pentru pluralism economic pentru a promova gândirea pluralistă și presiuni pentru reforma curriculară în universitate. În anul 2009, Fundația pentru Dezvoltarea Economică Europeană (FEED) a organizat o pledoarie pentru pluralism economic, cu peste 2.000 de semnături în prima lună. În plus, primul volum al Jurnalului Internațional de Pluralism și Educație Economică a fost înființat și publicat, împreună cu Manualul de Educație Economică Pluralistă.
În 2011, studenții din cadrul Universității Harvard au organizat un turneu din clasa Principiilor Economice, care se opunea prezentărilor unilaterale ale profesorului Greg Mankiw. Paul Krugman și Richard Layard au organizat un "Manifest pentru sensul economic", în 2012. Societatea Economică Post-Crash Manchester a publicat o petiție în noiembrie 2013 și a fost implicată în înființarea Reconsiderării Economiei.  De asemenea, au elaborat un curs intitulat "Bubbles, Panics and Crashes: Introducere în teoriile alternative de criză", pe care departamentul economic le-a respins.Grupurile de studenți din Regatul Unit au publicat un proiect de manifestare în aprilie 2014.  Pe 5 mai 2014, studenții economici din nouăzeci de țări au publicat o scrisoare universitară studențească și au format Inițiativa studenților internaționali pentru economia pluralistă.  Studenții au cerut pluralismul de teorii și metode pentru a oferi studenților economiei o înțelegere a implicațiilor sociale și morale mai largi ale deciziilor economice.În 2016, a fost creată Promovarea Pluralismului Economic pentru a lansa un dialog privind crearea unui sistem de acreditare pentru cursurile economice pluraliste.

## Legături externe
- en  The International Confederation of Associations for Pluralism in Economics
- en  The Association for Heterodox Economics
- en  The Post-autistic Economics Network
- en  The Association for Integrity and Responsible Leadership in Economics and Associated Professions
- en  World Economics Association
- en  Promoting Economic Pluralism